# Años 650
Los años 650 o década del 650 empezó el 1 de enero del 650 y terminó el 31 de diciembre del 659. 

## Acontecimientos
- San Eugenio I sucede a San Martín I como papa en el año 654.
- San Vitaliano sucede a San Eugenio I como papa en el año 657.
- En la Hispania visigoda, se suceden los Concilios de Toledo: el VIII en 653, el IX en 655 y el X en 656.
- Ildefonso sucede a su tío Eugenio como obispo de Toledo en el año 657; desempeñará el cargo hasta el año de su muerte, 667. Escribe De viris illustribus.